# Moskgha laminata
Moskgha laminata är en insektsart som beskrevs av Deeming och Webb 1982. Moskgha laminata ingår i släktet Moskgha och familjen dvärgstritar. Inga underarter finns listade i Catalogue of Life.